# Ernie Ewert
Ernie Ewert (Melbourne, 5 giugno 1954) è un ex tennista australiano.

## Carriera
In carriera ha raggiunto nel singolare la 189ª posizione della classifica ATP. Nei tornei del Grande Slam ha ottenuto il suo miglior risultato raggiungendo i quarti di finale di doppio agli Australian Open nel 1980, in coppia con il connazionale Brad Guan, e di doppio misto a Wimbledon nel 1975, in coppia con la svedese Mimi Wikstedt.